# Harcigny
Harcigny és un municipi francès situat al departament de l'Aisne i a la regió dels Alts de França. L'any 2007 tenia 254 habitants.

## Demografia

### Població
El 2007 la població de fet de Harcigny era de 254 persones. Hi havia 104 famílies de les quals 28 eren unipersonals (8 homes vivint sols i 20 dones vivint soles), 36 parelles sense fills, 36 parelles amb fills i 4 famílies monoparentals amb fills.
La població ha evolucionat segons el següent gràfic:
Habitants censats

### Habitatges
El 2007 hi havia 133 habitatges, 108 eren l'habitatge principal de la família, 16 eren segones residències i 9 estaven desocupats. 132 eren cases i 1 era un apartament. Dels 108 habitatges principals, 96 estaven ocupats pels seus propietaris, 11 estaven llogats i ocupats pels llogaters i 1 estava cedit a títol gratuït; 9 tenien dues cambres, 23 en tenien tres, 28 en tenien quatre i 48 en tenien cinc o més. 70 habitatges disposaven pel capbaix d'una plaça de pàrquing. A 55 habitatges hi havia un automòbil i a 35 n'hi havia dos o més.

### Piràmide de població
La piràmide de població per edats i sexe el 2009 era:
| Homes | Edats   | Dones |
| ----- | ------- | ----- |
| 0     | 95 o +  | 0     |
| 0     | 90 a 94 | 0     |
| 8     | 85 a 89 | 0     |
| 4     | 80 a 84 | 4     |
| 4     | 75 a 79 | 4     |
| 12    | 70 a 74 | 8     |
| 4     | 65 a 69 | 4     |
| 8     | 60 a 64 | 0     |
| 4     | 55 a 59 | 12    |
| 16    | 50 a 54 | 16    |
| 8     | 45 a 49 | 4     |
| 8     | 40 a 44 | 12    |
| 8     | 35 a 39 | 16    |
| 8     | 30 a 34 | 4     |
| 0     | 25 a 29 | 0     |
| 4     | 20 a 24 | 0     |
| 24    | 15 a 19 | 4     |
| 8     | 10 a 14 | 0     |
| 8     | 5 a 9   | 0     |
| 8     | 0 a 4   | 0     |

## Economia
El 2007 la població en edat de treballar era de 159 persones, 105 eren actives i 54 eren inactives. De les 105 persones actives 97 estaven ocupades (59 homes i 38 dones) i 8 estaven aturades (4 homes i 4 dones). De les 54 persones inactives 26 estaven jubilades, 7 estaven estudiant i 21 estaven classificades com a «altres inactius».

### Ingressos
El 2009 a Harcigny hi havia 107 unitats fiscals que integraven 263 persones, la mediana anual d'ingressos fiscals per persona era de 14.123 €.

### Activitats econòmiques
Dels 4 establiments que hi havia el 2007, 2 eren d'empreses de construcció, 1 d'una empresa d'hostatgeria i restauració i 1 d'una empresa de serveis.
Dels 2 establiments de servei als particulars que hi havia el 2009, 1 era un paleta i 1 guixaire pintor.
L'any 2000 a Harcigny hi havia 12 explotacions agrícoles que ocupaven un total de 819 hectàrees.

## Poblacions més properes
El següent diagrama mostra les poblacions més properes.